# Хельсинкит
Хельсинкит (по названию города Хельсинки; иногда — гельсинкит) — гипабиссальная гранитоидная горная порода, состоящая на 2/3 из альбита (альбитизированного плагиоклаза), на 1/3 из эпидота с пеннином (продукта деанортитизации более основного плагиоклаза), небольшого количества (до 3 %) кварца, микроклина и других.
Образуется в результате наложенного натриевого метасоматоза по гранодиоритам, кварцевым диоритам и, возможно, даже по основным породам в условиях эпидот-амфиболитовой фации.
Финский геолог Аарне Лайтакари (1890—1975) считал эпидот первичным, норвежский геохимик Т. Ф. В. Барт установил батолитовую форму проявлений гельсинкита, но отнёс эпидот к апомагматической породе, как и американец А. Йохансен (1871—1962), который считал гельсинкит альбит-эпидотовым пегматитом и синонимом унакита.
Название «хельсинкит» не входит официально в международную классификацию горных пород, а является скорее местным термином. Впервые порода была обнаружена в начале XX века в районе Каллио (в Гельсингфорсе), на перекрестке улиц Алппикату и Первой линии.
Из-за своего блеска данная горная порода используется в изготовлении украшений.
Твердость хельсинкита по шкале Мооса находится в диапазоне от 6 до 7.